# Pawieł Siergiejew
Pawieł Wasiljewicz Siergiejew, ros. Павел Васильевич Сергеев (ur. 18 października 1931 w Tule, zm. 18 kwietnia 2007) – rosyjski naukowiec, doktor nauk medycznych, profesor zwyczajny, członek rzeczywisty Rosyjskiej Akademii Nauk Medycznych od 1991 (w 1986 został członkiem korespondentem Akademii Nauk ZSRR), Zasłużony Pracownik Naukowy Federacji Rosyjskiej (1996) oraz Laureat Nagrody Państwowej Federacji Rosyjskiej (1997).
Studiował na Moskiewskim Uniwersytecie Medyczny im. Pirogowa, który ukończył w 1955. Pracę doktorską obronił w 1958, a osiem lat później habilitował się.